# Базар-Джамі
Базар-Джамі (крим. Bazar Cami) — колишня мечеть в Центральному районі Сімферополя.

## Історія
Мечеть була побудована приблизно у 1827 році біля Старого Базару, що розташовався на місті сучасної площі Леніна (оригінальна назва — Базарна).
Точне містцезнаходження невідомо, або це вулиця Севастопольська 2, або Севастопольска 4, вулиця Некрасова (оригінальна назва — Малобазарна) 14, або на вулиці Одеській (оригінальна назва — Грецька).
Мечеть закрилася 1890 року, коли базар був перенесений в інше місце. Деякий час «старий базар» ще функціонував, про що свідчить поява там вулички Малобазарна.
У 2022 році при ремонті дороги на перехресті вулиць Караїмська та Більшовицька з'явилися частини старовинної будівлі. Краєзнавець Іван Коваленко вважає, що у викопаних траншеях можна побачити каміння, залишки дерев'яних перекладин, черепицю, які, найімовірніше, належать до Базар-Джамі. Однак це доволі далеко від Старого Базару, і скоріш за все знайдена будівля є вірменською церквою.